# Biokul
Biokul (på engelsk kaldet biochar) er et sort, porøst kulstofholdigt materiale, der normalt kan smuldres mellem fingrene. Det fremstilles ved at opvarme biomasse under iltfattige forhold. Resultatet er sværtnedbrydeligt i naturen og kan derfor være et virkemiddel i den grønne omstilling, idet fremstillingen og lagringen af biokul på marker kan formindske udledningerne af drivhusgasser i Jordens atmosfære.
Materialet biokul svarer til trækul, der findes naturligt dannet som resultat af skovbrande. Det er dermed en form for biologisk kulstoflagring.

## Fremstilling og klimaeffekt
Biokul fremstilles ved at opvarme biomasse uden tilsætning af ilt, dvs. ved pyrolyse. Resultatet vil typisk indeholde 60-90 % rent kulstof. Pyrolysen bevirker, at mikroorganismer vanskeligt kan nedbryde kulstoffet efterfølgende. Biokul er derfor en metode til at binde kulstoffet, så det ikke vender tilbage til atmosfæren som CO2-molekyler, og kan dermed modarbejde den globale opvarmning ved at reducere CO2-udledningerne. Virkningen vil ikke være permanent, men langvarig. Studier viser således, at en meget stor del af kulstoffet, der bliver bevaret på denne måde, vil være stabilt i mere end 100 år.
Biokul fordeles typisk ud på marker efter fremstillingen. Der er tegn på, at biokul også kan reducere landbrugets udledninger af lattergas fra markerne, men disse resultater er mere usikre og kan muligvis ske på bekostning af, at høstudbyttet samtidig reduceres. Fortalere argumenterer desuden for, at biokul vil kunne forbedre kvaliteten af dårlige jorde ved at holde på vand og næringsstoffer.

## Teknologi under udvikling
Processen omkring både fremstillingen af biokul og deres efterfølgende anvendelse er stadig under udvikling, og derfor er der ikke sikker viden om, hvilke langsigtede konsekvenser større anvendelse af biokul vil have for såvel høstudbytte som virkninger på det omgivende miljø i øvrigt.

## Rolle i den grønne omstilling
I Danmark spiller planer om produktion og spredning af biokul en officiel rolle i den grønne omstilling. Svarer-udvalget anbefalede brugen af biokul for at nå målene for reduktioner af drivhusgas-udledninger i landbruget, og i den grønne trepartsaftale, der blev indgået i juni 2024 mellem bl.a. regeringen og landbrugets organisationer, er det en af de konkrete teknologier, der tænkes bragt i anvendelse for at nå Danmarks klimamål. Der er derfor afsat et betydeligt millionbeløb i forskning og udvikling af biokulteknologien i perioden indtil 2030. Der er dog også kritiske røster, der advarer mod at lægge for stor vægt på brugen af biokul. Den private miljøorganisation Rådet for Grøn Omstilling har således været skeptisk, blandt andet ud fra et argument om, at der kun vil være begrænsede mængder biomasse til rådighed for, at teknologien for alvor kan anvendes i Danmark. På Altinget.dk har tre forskere i et debatindlæg anført, at anvendelsen af biomasse til biokul forhindrer, at man kan anvende biomassen direkte til energiformål, og at hvis man alternativt producerer mere energi ved hjælp af fossile brændstoffer, vil effekten på de samlede udledninger af drivhusgasser forsvinde.